# Micheline Bezançon
Pour les articles homonymes, voir Bezançon.
Micheline Bezançon est une actrice française née à Auxerre  le 26 septembre 1922 et morte le 20 juillet 2009 dans la même ville.

## Filmographie

### Cinéma
- 1959 : Une simple histoire, de Marcel Hanoun
- 1961 : La Pendule à Salomon de Vicky Ivernel
- 1961 : L'Engrenage de Max Kalifa

### Télévision
- 1962 : Le Mariage de Roger Kahane
- 1962 : Les Cinq Dernières Minutes, épisode L’Épingle du jeu de Claude Loursais
- 1963 : L'Eau qui dort (Les Cinq Dernières Minutes, épisode 28}) de Claude Loursais
- 1963 : Village Stépantchikovo de Henri Spade
- 1964 : Quand le vin est tiré ... (Les Cinq Dernières Minutes no 29), de Claude Loursais